# Corts de Vilafranca-Barcelona
Les Corts Catalanes varen ser convocades pel rei Pere el Cerimoniós a Vilafranca del Penedès en 1367. Posteriorment els diputats es reuniren a Barcelona.
La guerra dels dos Peres estava en una situació d'impasse després d'una recuperació parcial dels territoris per part d'Aragó que varen ser contrarestats amb les victòries del Príncep Negre, aliat de Castella. En aquest punt, Pere el Cruel pactà una treva i el rei aragonès decideix preparar-se per a recuperar els territoris perduts, un cop acabi la treva. Pere el Cerimoniós, convocà les Corts per a demanar el finançament necessari. També demanà recursos per la guerra contra els Arborea a Sardenya, si bé no comptava amb el suport del braç militar en aquesta demanda.
Es manifestà un descontentament per les despeses dels diputats i per com s'havien dut els comptes. Les Corts varen nomenar una comissió formada per Ramon Gener, Ramon de Julià i Ramon Sescomes per a aclarir la situació i, tot i no existir documentació sobre el resultat d'aquesta investigació, sembla evident que les tensions entre els diputats i els representants dels braços a les Corts varen ser molt importants, ja que aquestes corts decideixen deixar en suspens el càrrec de diputat resident, nomenant un regent de la Diputació de Catalunya i mantenint els càrrecs d'oïdors de comptes. El primer regent va ser Pere Vicenç.